# Ages of Light
Ages of Light je první kompilační album německé power metalové kapely Freedom Call. Best Of, složený ze všech dosud vydaných alb kapely vyšel 29. dubna 2013. Druhé CD, nazvané Masqueraded, obsahuje jiné verze starých písniček, jako například reggae nebo swing.

## Seznam skladeb

### Ages of Light (CD 1)
| Pořadí         | Název                                                    | Délka |
| -------------- | -------------------------------------------------------- | ----- |
| 1.             | We Are One (z Stairway to Fairyland)                     | 4:57  |
| 2.             | Tears Falling (z Stairway to Fairyland)                  | 5:39  |
| 3.             | Freedom Call (z Crystal Empire)                          | 5:19  |
| 4.             | Farewell (z Crystal Empire)                              | 3:49  |
| 5.             | Metal Invasion (živě) (z Live Invasion)                  | 7:01  |
| 6.             | Warriors (z Eternity)                                    | 4:19  |
| 7.             | Land Of Light (z Eternity)                               | 3:34  |
| 8.             | Hunting High And Low (z The Circle of Life)              | 4:01  |
| 9.             | Mr. Evil (z Dimensions)                                  | 3:43  |
| 10.            | Far Away (z Dimensions)                                  | 3:18  |
| 11.            | Blackened Sun (z Dimensions)                             | 4:38  |
| 12.            | Thunder God (z Legend of the Shadowking)                 | 3:30  |
| 13.            | Tears Of Babylon (z Legend of the Shadowking)            | 3:38  |
| 14.            | A Perfect Day (živě) (z Live in Hellvetia)               | 3:58  |
| 15.            | Hero On Video (z Land of the Crimson Dawn)               | 3:42  |
| 16.            | Power And Glory (z Land of the Crimson Dawn)             | 3:24  |
| 17.            | Rockstars (z Land of the Crimson Dawn)                   | 4:58  |
| 18.            | Back Into The Land Of Light (z Land of the Crimson Dawn) | 5:09  |
| Celková délka: | Celková délka:                                           | 78:37 |

### Masqueraded (CD 2)
| Pořadí         | Název                                | Délka |
| -------------- | ------------------------------------ | ----- |
| 1.             | Rockin' Radio (Killerbilly verze)    | 4:11  |
| 2.             | Metal Invasion (Folk metalová verze) | 4:16  |
| 3.             | Mr. Evil (Reggae verze)              | 3:48  |
| 4.             | Hero On Video (Ska verze)            | 3:35  |
| 5.             | Age Of The Phoenix (Swingová verze)  | 3:38  |
| 6.             | Freedom Call (Akustická verze)       | 4:23  |
| Celková délka: | Celková délka:                       | 23:51 |

## Obsazení
- Chris Bay (1998–) – zpěv, kytara, klávesy
- Sascha Gerstner (1998–2001) – kytara
- Cédric Dupont (2001–2005) – kytara
- Lars Rettkowitz (2005–) – kytara
- Ilker Ersin (1998–2005) – baskytara
- Armin Donderer (2005–2009) – baskytara
- Samy Saemann (2009–2013) – baskytara
- Daniel Zimmermann (1998–2010) – bicí
- Klaus Sperling (2010–2013) – bicí